# Sebastian Tynkkynen

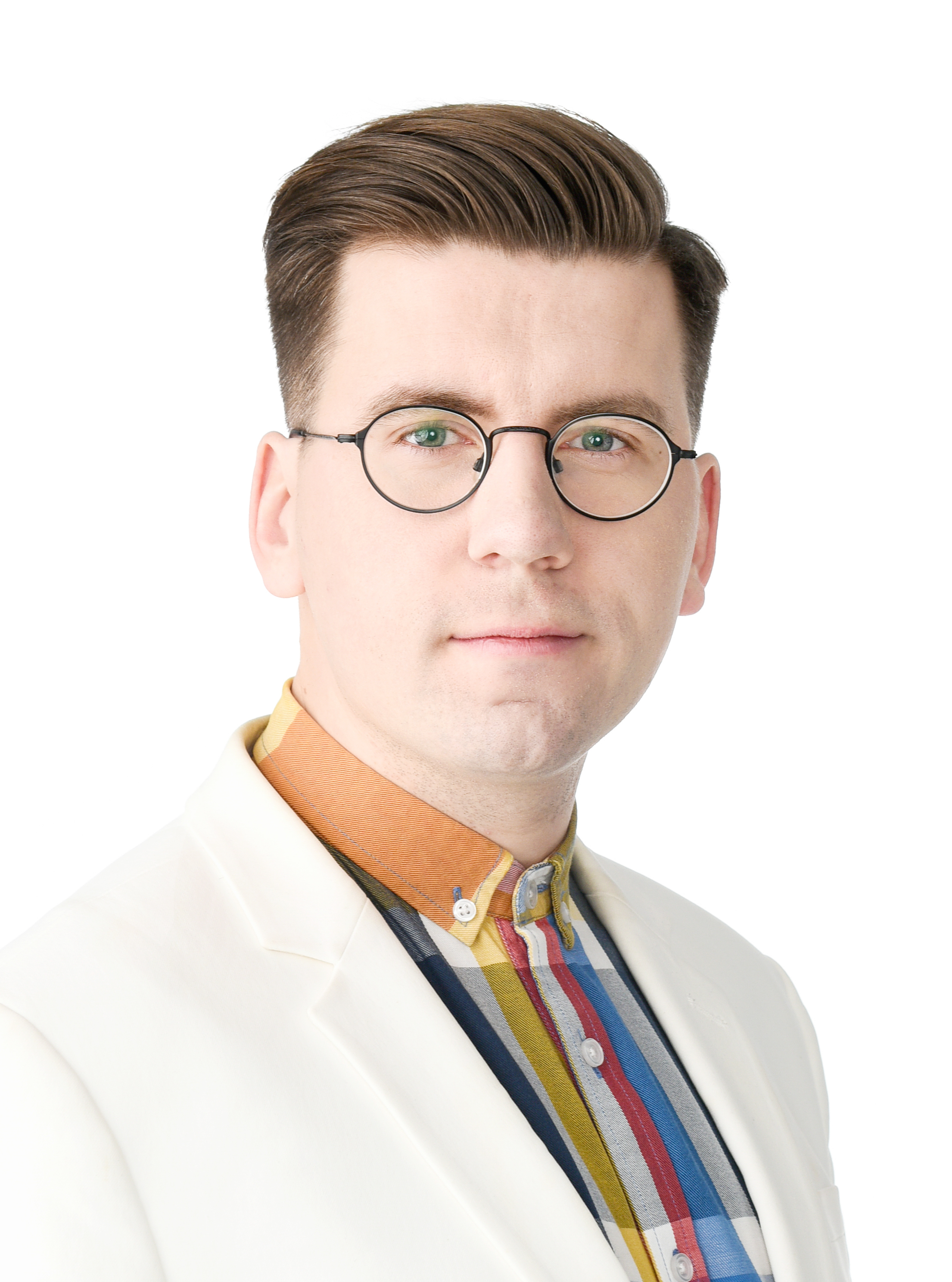
Sebastian Tynkkynen (2017)

Miika Sebastian Tynkkynen (sinh ngày 8 tháng 3 năm 1989 tại Lohtaja) là một chính khách Phần Lan. Ông từng là chủ tịch của Đảng Thanh niên Phần Lan và phó chủ tịch thứ ba của Đảng Phần Lan. Ông được bầu làm nghị sĩ Quốc hội Phần Lan vào tháng 4 năm 2019 và là ứng cử viên làm Nghị sĩ Nghị viện châu Âu cho cuộc bầu cử năm 2019.

## Cuộc đời và sự nghiệp
Tynkkynen lớn lên ở Oulu. Năm 2011 ông tham gia chương trình truyền hình thực tế Big Brother. Năm 2012, ông tham gia Đảng Phần Lan và tranh cử vào Hội đồng Thành phố Oulu, nhận được 232 phiếu bầu và không được bầu. Vào tháng 11 năm 2014 Tynkkynen được bầu làm chủ tịch Đảng Thanh niên Phần Lan. Ông đã nhận được 1.474 phiếu bầu votes trong cuộc bầu cử quốc hội năm 2015 và không được bầu vào Quốc hội. Tuy nhiên, Tynkkynen đã được bầu làm phó chủ tịch thứ ba của Đảng Phần Lan vào ngày 8 tháng 8 năm 2015, đánh bại đương nhiệm Juho Eerola.
Tynkkynen chỉ trích sự lãnh đạo của Đảng Phần Lan về chính trị của họ trong Nội các Sipilä, kêu gọi tăng cường chính trị Âu châu và chống nhập cư. Vào tháng 10 năm 2015 ông bị khai trừ khỏi đảng. Lý do chính thức của việc này là ông đã công bố danh sách tên các đảng viên kêu gọi đại hội đảng mới. Việc trục xuất ông bị một số chuyên gia coi là bất hợp pháp. Vào tháng 1 năm 2016 Tynkkynen được phép tham gia lại đảng mặc dù ông phải từ bỏ vị trí phó chủ tịch.
Vào ngày 20 tháng 11 năm 2016 Tynkkynen được Samuli Voutila kế nhiệm làm chủ tịch Đảng Thanh niên Phần Lan. Cuối năm 2018, Tynkkynen cố gắng giành lại ghế chủ tịch Đảng Thanh niên Phần Lan nhưng ông nhận được ít phiếu bầu hơn ứng cử viên khác Asseri Kinnunen.
Vào tháng 1 năm 2017, Tynkkynen đã bị phạt 300 euro vì đăng trên Facebook, "Càng ít người Hồi giáo ở Phần Lan càng tốt. [...] Chúng ta càng ít thấy người Hồi giáo, nó càng an toàn. Chúng ta phải loại bỏ Hồi giáo trước khi quá muộn".
Vào tháng 4 năm 2017 Tynkkynen được bầu vào Hội đồng Thành phố Oulu với 680 phiếu bầu.
Vào tháng 10 năm 2019, Tynkkynen bị kết tội kích động sắc tộc lần thứ hai và bị phạt 50 ngày (khoảng 4000 euro) vì những bình luận về người Hồi giáo.
Ông học để trở thành một giáo viên đứng lớp (M. Ed.) Tại Đại học Oulu.

## Đời tư
Kể từ khi mười lăm tuổi, Tynkkynen đã tự mô tả mình là người song tính. Sau đó ông đã tự nhận mình là người đồng tính. Bạn trai của ông là Alan da Silva đến từ Mozambique. Từ khi còn nhỏ, ông đã theo phái Ngũ tuần, nhưng ông đã bị vạ tuyệt thông vào năm 2018, vì ông thấy hôn nhân đồng tính được Kinh thánh ủng hộ. Giáo hội Ngũ tuần không giữ quan điểm này và tin rằng Tynkkynen đã đi lạc khỏi trường phái hôn nhân Ngũ tuần. Tynkkynen tuyên bố rằng lý do khiến ông bị yêu cầu rời khỏi Nhà thờ là ông đang có mối quan hệ với một người đàn ông.